# Торхов Олексій Валентинович
Олексі́й Валенти́нович То́рхов (28 лютого 1961) — український російськомовний поет і публіцист.
Поетичний псевдонім — «А. В. Тор…»

## Життєпис
Народився у селі Олінськ, нині Нерчинського району Забайкальського краю Російської Федерації.
У 1981 році закінчив Дніпропетровський технікум залізничного транспорту. У 1981—1983 роках проходив дійсну строкову службу у прикордонних військах (105-й прикордонний полк КДБ СРСР, Берлін).
З 1983 по 2002 роки проходив службу в органах внутрішніх справ Дніпропетровської, Запорізької та Миколаївської областей. Пройшов шлях від експерта-криміналіста РВВС до заступника начальника Науково-дослідного експертно-криміналістичного центру, майор міліції у відставці.
У 1986—1992 роках заочно навчався на юридичному факультеті Одеського державного університету імені І. І. Мечникова.
Після виходу на пенсію працював аналітиком в детективному агентстві, згодом — в інформаційному бізнесі.
З 1993 року проживає у Миколаєві.

## Літературна діяльність
Писати вірші почав під час служби в армії. Продовжив, працюючи у міліції. Пише російською та українською мовами.
Автор поетичних збірок: «Языческий месяц Ересень» (2004), «Сь» (2007), «Сеятель птиц» (2007), «Чайная пауза перед блюзом» (2009), «ЮкрейNзи» (2009), «Безвыдыханно» (2014), «Елюа» (2015), «Велосипед ни при чём» (2016), «Намуамитамбуль!» (2019).
Твори публікувалися в антологіях та альманахах: «Украина. Русская поэзия. XX век», «Свічадо», «Лит-Ё» та ін. Публікувався в журналах «Соборна вулиця» (Миколаїв), «Южное сияние» (Одеса), «©оюз Писателей» (Харків), «Вітчизна» (Київ), «Радуга» (Київ), «Дружба народов» (Москва), «Байкал» (Улан-Уде), «Чайка/Seagull» (США), «Reflect-Куадусешщт» (США), «СТЫХ», «Плавучий мост» (Німеччина), «Літературній газеті» та ін. Мережеві публікації: сайт «Черновик», літературний журнал «Окно», мережевий журнал «Другое полушарие».
Редактор і видавець приватного літературно-художнього альманаху «Девятый Сфинкс». Співорганізатор відкритого Всеукраїнського фестивалю поезії «Ватерлінія» (2011, 2012, 2013) та редактор збірника переможців фестивалю. Організатор Миколаївського літературного конкурсу «Бумажное дерево». Організатор і керівник (легат) творчого альянсу «Сфинксов легион». Входив до редакційної ради поетичної антології «Украина. Русская поэзия. XX век» (Київ, 2007, 2008). Член редколегії та випусковий редактор літературно-художнього журналу «Соборна вулиця». Член редколегії літературного журналу «Южное сияние» (Одеса). Упорядник та один з авторів збірки поезій «Зеленої книги шелест» (2018). Автор об'єктів бук-арта: «Отверстие», «Введение в кобуру» и «Кот, исписанный лишь наполовину».
Член Всеукраїнської творчої спілки «Конгрес літераторів України» (2006), з 2007 року — член правління, голова Правління Миколаївської обласної організації КЛУ.

## Нагороди і відзнаки
- Володар Гран-прі кількох всеукраїнських поетичних фестивалів.
- Премія Волошинського конкурсу (2012, в номінації «Проза»).
- Переможець Міжнародного фестивалю «Слов'янські традиції» (2010).
- Лавреат Міжнародної відмітини імені Давида Бурлюка (2010).
- Лавреат Третього австралійського фестивалю російської традиційної та експериментальної літератури «Антиподи — Інший глобус» (Австралія, 2011).